# Corné Pieterse
Corné M. J. Pieterse (* 1964) ist ein niederländischer Botaniker (Phytopathologie).
Pieterse studierte ab 1983 an der Universität Wageningen mit dem Master in Pflanzenzucht 1988 und der Promotion in Phytopathologie 1993. Seine Dissertation war über den Mechanismus der Pathogenität des Erregers der Knollenfäule bei Kartoffeln Phytophthora infestans. Als Post-Doktorand war er an der Universität Utrecht bei Kees van Loon. 1998 wurde er dort Assistenzprofessor und 2004 Professor für Pflanzen-Mikroben-Wechselwirkung. 2009 wurde er dort wissenschaftlicher Direktor des Instituts für Umweltbiologie. 2015 wurde er Distinguished Professor.
Er erforscht das Immunsystem von Pflanzen und die Mechanismen (Signalweg), mit denen Rhizobakterien (Bakterien in der Rhizosphäre) das Immunsystem von Pflanzen stimulieren (Induced Systemic Resistance, ISR) und so vor Krankheitserregern und einigen pflanzenfressenden Insekten schützen.
2010 erhielt er einen ERC Advanced Grant und 2004 einen VICI Grant der NWO. 2013 wurde er Mitglied der königlich niederländischen Akademie der Wissenschaften. 2022 erhielt er den Spinoza-Preis. 2024 wurde Pieterse zum Mitglied der European Molecular Biology Organization gewählt.
Er gehört zu den hochzitierten Wissenschaftlern.

## Schriften
- mit L. C. van Loon, P. Bakker: Systemic resistance induced by rhizosphere bacteria, Annual Review of Phytopathology, Band 36, 1998, S. 453–483
- mit L. C. van Loon, M. Rep: Significance of inducible defense-related proteins in infected plants, Annual Review of Phytopathology, Band 44, 2006, S. 135–162
- mit S. Van Wees u. a.: Networking by small-molecule hormones in plant immunity, Nature Chemical Biology, Band 5, 2009, S. 308–316
- mit R. L. Berendsen, P. A. H. M. Bakker: The rhizosphere microbiome and plant health, Trends in Plant Science, Band 17, 2012, S. 478–486
- mit A van der Does u. a.: Hormonal modulation of plant immunity, Annual Review of Cell and Development Biology, Band 28, 2012, S. 489–521
- mit Peter A. H. M. Bakker u. a.: Induced systemic resistance (ISR) by beneficial microbes, Annual Review of Phytopathology, Band 52, 2014, S. 347–375